# Liste des édifices religieux de Nancy
Cet article présente la liste des édifices religieux situés sur le territoire de la ville de Nancy.

## Christianisme

### Catholicisme
| Monument                                                                                        | Adresse                                  | Coordonnées                      | Notice         | Protection | Date          | Illustration                                                                                    |
| ----------------------------------------------------------------------------------------------- | ---------------------------------------- | -------------------------------- | -------------- | ---------- | ------------- | ----------------------------------------------------------------------------------------------- |
| Cathédrale Notre-Dame-de-l'Annonciation                                                         | 56 place Monseigneur-Ruch                | 48° 41′ 29″ nord, 6° 11′ 10″ est | « PA00106102 » | Inscrit    | XVIIIe siècle | Cathédrale Notre-Dame-de-l'Annonciation                                                         |
| Basilique Notre-Dame-de-Lourdes                                                                 | avenue du Général-Leclerc                | 48° 40′ 25″ nord, 6° 10′ 29″ est |                |            | XXe siècle    | Basilique Notre-Dame-de-Lourdes                                                                 |
| Basilique du Sacré-Cœur                                                                         | rue de Laxou                             | 48° 41′ 08″ nord, 6° 09′ 45″ est |                |            | XXe siècle    | Basilique du Sacré-Cœur                                                                         |
| Basilique Saint-Epvre                                                                           | place Saint-Epvre                        | 48° 41′ 45″ nord, 6° 10′ 48″ est | « PA00106109 » | Inscrit    | XIXe siècle   | Basilique Saint-Epvre                                                                           |
| Église des Cordeliers                                                                           | Grande-Rue                               | 48° 41′ 52″ nord, 6° 10′ 45″ est |                |            | XVe siècle    | Église des Cordeliers                                                                           |
| Église Notre-Dame-de-Bonsecours                                                                 | avenue de Strasbourg                     | 48° 40′ 36″ nord, 6° 11′ 58″ est |                |            | XVIIIe siècle | Église Notre-Dame-de-Bonsecours                                                                 |
| Église Saint-Georges                                                                            | avenue du XXe Corps                      | 48° 41′ 45″ nord, 6° 11′ 41″ est |                |            | XIXe siècle   | Église Saint-Georges                                                                            |
| Église Saint-Joseph                                                                             | rue de Mon-Désert                        | 48° 40′ 59″ nord, 6° 10′ 28″ est |                |            | XIXe siècle   | Église Saint-Joseph                                                                             |
| Église Saint-Léon                                                                               | rue Saint-Léon                           | 48° 41′ 21″ nord, 6° 10′ 18″ est |                |            | XIXe siècle   | Église Saint-Léon                                                                               |
| Église Saint-Mansuy                                                                             | avenue de la Libération                  | 48° 41′ 49″ nord, 6° 09′ 19″ est |                |            | XIXe siècle   | Église Saint-Mansuy                                                                             |
| Église Saint-Nicolas                                                                            | rue Charles-III                          | 48° 41′ 15″ nord, 6° 11′ 10″ est |                |            | XIXe siècle   | Église Saint-Nicolas                                                                            |
| Église Saint-Pierre                                                                             | avenue du Maréchal-de-Lattre-de-Tassigny | 48° 40′ 59″ nord, 6° 11′ 31″ est |                |            | XIXe siècle   | Église Saint-Pierre                                                                             |
| Église Saint-Sébastien                                                                          | rue Notre-Dame                           | 48° 41′ 20″ nord, 6° 10′ 51″ est | « PA00106110 » | Inscrit    | XVIIIe siècle | Église Saint-Sébastien                                                                          |
| Église Saint-Vincent-de-Paul                                                                    | rue du Docteur-Grandjean                 | 48° 42′ 04″ nord, 6° 11′ 23″ est |                |            | XXe siècle    | Église Saint-Vincent-de-Paul                                                                    |
| Église Saint-Vincent-et-Saint-Fiacre                                                            | rue de Metz                              | 48° 42′ 04″ nord, 6° 10′ 17″ est |                |            | XIXe siècle   | Église Saint-Vincent-et-Saint-Fiacre                                                            |
| Église Sainte-Anne                                                                              | rue Guy-Ropartz                          | 48° 41′ 34″ nord, 6° 08′ 32″ est | « IA54003316 » |            | XXe siècle    | Église Sainte-Anne                                                                              |
| Église de la Vierge-des-Pauvres                                                                 | rue Dominique-Louis                      | 48° 42′ 09″ nord, 6° 09′ 17″ est |                |            | XXe siècle    | Église de la Vierge-des-Pauvres                                                                 |
| Église Fraternité Sacerdotale Saint Pie X au Prieuré Saint Nicolas – Chapelle du Sacré-Cœur     | 65 rue du Maréchal Oudinot               | 48° 40′ 33″ nord, 6° 11′ 01″ est |                |            |               | Image manquante Téléverser                                                                      |
| Tour de la Commanderie Saint-Jean-du-Vieil-Aître                                                | place de la Commanderie                  | 48° 41′ 12″ nord, 6° 10′ 02″ est |                |            | XIIe siècle   | Tour de la Commanderie Saint-Jean-du-Vieil-Aître                                                |
| Chapelle de l'hôpital central                                                                   | avenue du Maréchal-de-Lattre-de-Tassigny | 48° 41′ 04″ nord, 6° 11′ 25″ est |                |            | XIXe siècle   | Chapelle de l'hôpital central                                                                   |
| Chapelle de l'hôpital Saint-Julien                                                              | rue Foller                               | 48° 41′ 14″ nord, 6° 11′ 39″ est |                |            | XIXe siècle   | Chapelle de l'hôpital Saint-Julien                                                              |
| Chapelle de la maison hospitalière Saint-Charles                                                | rue des Quatre-Églises                   | 48° 41′ 10″ nord, 6° 11′ 04″ est |                |            |               | Chapelle de la maison hospitalière Saint-Charles                                                |
| Chapelle de l'hôpital Stanislas                                                                 | rue des Fabriques                        | 48° 41′ 11″ nord, 6° 11′ 12″ est |                |            |               | Chapelle de l'hôpital Stanislas                                                                 |
| Chapelle de l'ancien hôpital militaire Sédillot, actuellement hôtel de département              | rue du Sergent-Blandan                   | 48° 40′ 42″ nord, 6° 09′ 47″ est |                |            |               | Chapelle de l'ancien hôpital militaire Sédillot, actuellement hôtel de département              |
| Chapelle Don Bosco                                                                              | rue Vayringe                             | 48° 42′ 18″ nord, 6° 10′ 36″ est | « IA54003297 » |            | XXe siècle    | Chapelle Don Bosco                                                                              |
| Chapelle des Sœurs de l'Alliance                                                                | chemin de Prébois                        | 48° 40′ 34″ nord, 6° 10′ 50″ est |                |            | XXe siècle    | Chapelle des Sœurs de l'Alliance                                                                |
| Chapelle de l'Institution des jeunes aveugles                                                   | rue de Santifontaine                     | 48° 41′ 20″ nord, 6° 09′ 36″ est |                |            | XIXe siècle   | Chapelle de l'Institution des jeunes aveugles                                                   |
| Chapelle de la maison des Orphelines Sainte-Élisabeth, actuellement collège Charles de Foucault | rue Jeannot                              | 48° 41′ 24″ nord, 6° 11′ 16″ est |                |            | XVIIIe siècle | Chapelle de la maison des Orphelines Sainte-Élisabeth, actuellement collège Charles de Foucault |
| Chapelle Sainte-Thérèse de l'ancien Carmel                                                      | rue du Carmel                            | 48° 41′ 36″ nord, 6° 09′ 03″ est |                |            |               | Chapelle Sainte-Thérèse de l'ancien Carmel                                                      |
| Chapelle de la maison de l'enfance                                                              | avenue du Général-Leclerc                | 48° 40′ 39″ nord, 6° 10′ 46″ est |                |            |               | Chapelle de la maison de l'enfance                                                              |
| Chapelle du couvent des Dominicains                                                             | rue Lacordaire                           | 48° 41′ 22″ nord, 6° 11′ 16″ est |                |            | XIXe siècle   | Chapelle du couvent des Dominicains                                                             |
| Chapelle des Sœurs de la Visitation                                                             | rue de la Visitation                     | 48° 41′ 30″ nord, 6° 10′ 45″ est |                |            | XVIIIe siècle | Chapelle des Sœurs de la Visitation                                                             |
| Chapelle du couvent des Sœurs de Saint-Charles                                                  | rue des Quatre-Églises                   | 48° 41′ 05″ nord, 6° 11′ 05″ est |                |            |               | Chapelle du couvent des Sœurs de Saint-Charles                                                  |
| Chapelle de la maison de retraite Saint Joseph                                                  | avenue de Strasbourg                     | 48° 40′ 49″ nord, 6° 11′ 47″ est |                |            |               | Chapelle de la maison de retraite Saint Joseph                                                  |
| Chapelle de la maison de retraite des Petites Sœurs des Pauvres                                 | avenue de Strasbourg                     | 48° 40′ 47″ nord, 6° 11′ 50″ est |                |            |               | Chapelle de la maison de retraite des Petites Sœurs des Pauvres                                 |
| Chapelle de l'ancien couvent des oblats, actuellement lycée professionnel Marie-Immaculée       | avenue du Général-Leclerc                | 48° 40′ 55″ nord, 6° 11′ 03″ est |                |            | XIXe siècle   | Chapelle de l'ancien couvent des oblats, actuellement lycée professionnel Marie-Immaculée       |
| Chapelle Saint-Sigisbert de l'ensemble scolaire Notre-Dame                                      | cours Léopold                            | 48° 41′ 42″ nord, 6° 10′ 30″ est |                |            | XIXe siècle   | Chapelle Saint-Sigisbert de l'ensemble scolaire Notre-Dame                                      |
| Chapelle de l'hôtel des Missions Royales, ancien Grand Séminaire                                | avenue du Maréchal-de-Lattre-de-Tassigny | 48° 40′ 56″ nord, 6° 11′ 29″ est |                |            | XVIIIe siècle | Chapelle de l'hôtel des Missions Royales, ancien Grand Séminaire                                |
| Chapelle oratoire de la Croix-Gagnée                                                            | rue de la Croix-Gagnée                   | 48° 41′ 59″ nord, 6° 09′ 29″ est |                |            | XVIe siècle   | Chapelle oratoire de la Croix-Gagnée                                                            |
| Chapelle chanoine Henri Blaise                                                                  | rue de Laxou                             | 48° 41′ 07″ nord, 6° 09′ 43″ est |                |            | XXe siècle    | Chapelle chanoine Henri Blaise                                                                  |
| Chapelle Cure d'Air des Sœurs de la Visitations                                                 | rue Marquette                            | 48° 41′ 34″ nord, 6° 09′ 30″ est |                |            | XXe siècle    | Chapelle Cure d'Air des Sœurs de la Visitations                                                 |
| Chapelle Notre-Dame-de-Lorette                                                                  | rue des Cordeliers                       | 48° 41′ 53″ nord, 6° 10′ 47″ est |                |            | XVIIe siècle  | Chapelle Notre-Dame-de-Lorette                                                                  |
| Chapelle du lycée Saint-Dominique                                                               | rue de la Primatiale                     | 48° 41′ 30″ nord, 6° 11′ 13″ est |                |            |               | Chapelle du lycée Saint-Dominique                                                               |

### Églises orthodoxes
| Monument                                | Adresse             | Coordonnées                      | Protection | Date        | Illustration                            |
| --------------------------------------- | ------------------- | -------------------------------- | ---------- | ----------- | --------------------------------------- |
| Église orthodoxe Saint Nicolas          | rue de Nabécor      | 48° 40′ 45″ nord, 6° 11′ 22″ est |            | XIXe siècle | Église orthodoxe Saint Nicolas          |
| Chapelle de l'hôpital Fournier Maringer | quai de la Bataille | 48° 40′ 41″ nord, 6° 11′ 26″ est |            | XXe siècle  | Chapelle de l'hôpital Fournier Maringer |

### Protestantisme
| Monument                           | Adresse             | Coordonnées                      | Notice         | Protection | Date                       | Illustration              |
| ---------------------------------- | ------------------- | -------------------------------- | -------------- | ---------- | -------------------------- | ------------------------- |
| Temple protestant réformé          | place André-Maginot | 48° 41′ 24″ nord, 6° 10′ 40″ est | « PA00106320 » | Inscrit    | XVIIIe siècle              | Temple protestant réformé |
| Église évangélique baptiste        | 50 rue Stanislas    | 48° 41′ 34″ nord, 6° 10′ 48″ est |                |            | Image manquante Téléverser |                           |
| Assemblée Évangélique De Pentecôte | 58 rue du Placieux  | 48° 40′ 38″ nord, 6° 09′ 55″ est |                |            | Image manquante Téléverser |                           |

### Autres mouvements chrétiens
| Monument                                             | Adresse            | Coordonnées                      | Protection | Date       | Illustration                                         |
| ---------------------------------------------------- | ------------------ | -------------------------------- | ---------- | ---------- | ---------------------------------------------------- |
| Église de Jésus-Christ-des-Saints-des-Derniers-Jours | rue de Badonviller | 48° 41′ 22″ nord, 6° 08′ 39″ est |            | XXe siècle | Église de Jésus-Christ-des-Saints-des-Derniers-Jours |
| Église Néo-apostolique                               | rue Saint-Mansuy   | 48° 41′ 52″ nord, 6° 09′ 14″ est |            | XXe siècle | Église Néo-apostolique                               |

### Judaïsme
| Monument  | Adresse          | Coordonnées                      | Notice         | Protection | Date          | Illustration |
| --------- | ---------------- | -------------------------------- | -------------- | ---------- | ------------- | ------------ |
| Synagogue | boulevard Joffre | 48° 41′ 16″ nord, 6° 10′ 44″ est | « PA00106319 » | Inscrit    | XVIIIe siècle | Synagogue    |